# Gliese 687
Gliese 687 (auch GJ 687) ist ein Roter Zwerg im Sternbild Drache. Er gehört zu den der Sonne am nächsten liegenden Sternen und ist rund 15 Lichtjahre entfernt. Trotz seiner relativen Nähe hat er eine scheinbare Helligkeit von nur etwa 9 mag und kann nur durch ein mittelgroßes Teleskop beobachtet werden. Gliese 687 weist eine hohe Eigenbewegung auf und legt pro Jahr 1,304 Bogensekunden am Himmel zurück. Die Relativgeschwindigkeit liegt netto bei 39 km/s. Der Stern wird außerdem von 2 Exoplaneten umkreist.

## Entfernung
Bestimmung der Entfernung für Gliese 687
| Quelle                             | Parallaxe (mas) | Entfernung (pc) | Entfernung (Lj)  | Entfernung (Pm) |
| ---------------------------------- | --------------- | --------------- | ---------------- | --------------- |
| Woolley et al. (1970)              | 214 ± 4         | 4,67 ± 0,09     | 15,24 +0,29−0,28 | 144 +2,7−2,6    |
| Gliese & Jahreiß (1991)            | 212,7 ± 2.0     | 4,7 ± 0,04      | 15,33 +0,15−0,14 | 145,1 ± 1,4     |
| van Altena et al. (1995)           | 219,1 ± 1,8     | 4,56 ± 0,04     | 14,89 ± 0,12     | 140,8 +1,2−1,1  |
| Perryman et al. (1997) (Hipparcos) | 220,85 ± 0,92   | 4,528 ± 0,019   | 14,77 ± 0,06     | 139,7 ± 0,6     |
| Perryman et al. (1997) (Tycho)     | 210,60 ± 14,60  | 4,75 +0,35−0,31 | 15,5 +1,2−1,0    | 146,5 +10,9−9,5 |
| van Leeuwen (2007)                 | 220,84 ± 0,94   | 4,528 ± 0,019   | 14,77 ± 0,06     | 139,7 ± 0,6     |
| RECONS TOP100 (2012)               | 220,47 ± 0,83   | 4,536 ± 0,017   | 14,79 ± 0,06     | 140 ± 0,5       |
| Gaia DR2 (2018)                    | 219,78 ± 0,03   | 4,550 ± 0,001   | 14,833 ± 0,002   | 140,32 ± 0,02   |
| Gaia DR3 (2022)                    | 219,79 ± 0,02   | 4,550 ± 0,001   | 14,832 ± 0,002   | 140,31 ± 0,02   |

Nicht trigonometrische Entfernungsbestimmungen sind kursiv markiert. Die präziseste Bestimmung ist fett markiert.

## Eigenschaften
Gliese 687 ist ein Einzelstern und hat rund 40 % der Sonnenmasse und 40 % des Sonnenradius. Verglichen mit der Sonne weist er einen höheren Anteil von Elementen mit Ordnungszahlen höher als Helium auf. Seine Rotation beträgt anscheinend 60 Tage und er ist chromosphärisch aktiv. Außerdem emittiert er Röntgenstrahlung. Gliese 687 zeigt keinen Infrarotexzess, der umlaufenden Staub nahelegen würde.

## Planetensystem
Im Jahr 2014 wurde ein den Stern umkreisender Planet entdeckt, der die Bezeichnung Gliese 687 b erhielt. Er hat eine Masse von 19 Erdmassen und ist darin dem Planeten Neptun im Sonnensystem vergleichbar. Der Planet umkreist seinen Zentralstern einmal in 38,14 Tagen bei einer geringen Bahnexzentrizität.
Im Jahre 2020 wurde ein zweiter Exoplanet entdeckt, welcher etwa alle 2 Jahre den Zentralstern umkreist. Seine Masse ist vergleichbar zu derjenigen von GJ 687 b.